# Казатлык
Казатлык, Азатлык — средневековое городище 8—11 вв. Расположен на левом берегу реки Арысь. Открыт и обследован Жамбылской археологической экспедицией в 1940 (рук. Г,И. Пацевич). Упомянут Кудамом ибн Жафаром в «Китаб ал-Харадж ва Санат ал-Штаба». Трапециевидный в плане бугор расположен в центральной части городища, высота 5—6 м, диаметр площадки 30—40 м. Бугор окружен низкой площадкой, высотой 0,75 м и диаметром 70—80 м, к которой примыкает с запада ещё одна площадка высотой 2,5—3 м и диаметром 50—70 м. Найден керамический материал — фрагменты сосудов крупных и средних. размеров, части кувшинов станковой работы; в декоре прослежены ангобирование и прочерченные горизонтальные линии; найдена поливная керамика караханидского времени.